# طوطی بال‌فروزان
طوطی بال‌فروزان (نام علمی: Pyrrhura caliptera)، که همچنین به عنوان طوطی سینه‌قهوه‌ای شناخته می‌شود، گونه‌ای از طوطی‌ها از خانواده طوطیان راستین و بومی لبه جنگل و درختچه‌ها در ارتفاعات ۱٬۷۰۰–۳٬۴۰۰ متر (۵٬۶۰۰–۱۱٬۲۰۰ فوت) بالاتر از سطح دریا در دامنه شرقی آند در کلمبیا است. از دست دادن زیستگاه آن را تهدید می‌کند.